# Giacomo Arditi
Giacomo Arditi (Presicce, 21 marzo 1815 – luglio 1891) è stato uno storico italiano, noto soprattutto per la Corografia fisica e storica della Provincia di Terra d'Otranto, opera enciclopedica che offre un ritratto della provincia salentina in epoca posteriore all'Unità d'Italia e alla proclamazione di Roma come Capitale del Regno.

## Biografia
Discendente da una delle più note famiglie della nobiltà della Terra d'Otranto, possedeva una vasta erudizione, della quale diede ampio sfoggio nella Corografia, la sua opera più famosa, e ne La Leuca Salentina. Si interessò attivamente di economia politica e letteratura. Fu socio di numerose Accademie e della Commissione archeologica della sua provincia, essendo regio ispettore di antichità e monumenti, Presidente della deputazione provinciale e Sottointendente del distretto di Gallipoli.
L'amore per lo studio e la curiosità del sapere furono infuse in lui dallo zio archeologo Michele Arditi. Tra la sua vasta produzione scientifica, letteraria e saggistica, oltre a quelle già ricordate, vanno citate le altre opere: La terra e le sovrimposte municipali nel Regno d'Italia, La Centopietre, Monumento nazionale illustrato, Monografia dell'Antica Ugento, nonché alcune tragicommedie e numerose biografie di illustri scienziati salentini.
È stato il personaggio che ha esercitato a lungo la maggiore influenza a Presicce, residenza della sua famiglia.
Una via di Lecce e una via di Gallipoli portano il suo nome.